# Els Clots (Aramunt)
Els Clots és un clot del municipi de Conca de Dalt, al Pallars Jussà, a l'antic terme d'Aramunt, en terres del poble d'Aramunt.
Està situat a l'extrem nord de l'antic terme municipal, al nord de les Eres d'Aramunt. Són també al nord del Serrat de Narçà, al vessant nord-occidental del Serrat de Castells, a llevant de Moscat i a ponent de les Masies.